# Anne Villeneuve
Pour les articles homonymes, voir Villeneuve.
Ne doit pas être confondu avec Annie Villeneuve.
Anne Villeneuve est une illustratrice, autrice de littérature d'enfance et de jeunesse et de bande dessinée québécoise née le 7 septembre 1966 à Montréal.

## Biographie
Anne Villeneuve étudie les arts plastiques au secondaire et effectue un cursus en design et en illustration au cégep Dawson. À partir de 1988, elle illustre des documents scolaires et pour la jeunesse. Elle collabore avec des périodiques comme La Presse, TV Hebdo, Coup de pouce, L'Essentiel, Vous. En matière d'influences, elle se réfère à Philippe Béha, Marie-Louise Guay, Jean-Jacques Sempé et Quentin Blake. Elle travaille principalement à l'aquarelle et par ordinateur. Elle illustre des ouvrages jeunesse comme Le Père d'Arthur de Ginette Anfousse, Le Magasin à surprises (1996) écrit par Lucie Bergeron, Un amour de prof (2003) d'Yvon Brochu...
Elle réalise pour la première fois un album en auteur complet avec La Gratouillette, paru en 2001 chez Les 400 coups. Elle signe également L'Écharpe rouge, un roman graphique muet sur un écharpe rouge oubliée dans un taxi qui la prend avec lui jusqu'au cirque où il est entraîné, un récit décrit comme joyeux, « plein de surprises et de tendresse ».  Il vaut à l'autrice le Prix du Gouverneur général 2000 et le Prix Québec-Wallonie-Bruxelles de littérature de jeunesse. En 2005, sur des textes de Stéphane Poulin, elle illustre Me voilà, mon album de bébé (Hurtubise HMH) ; ses travaux sont récompensés au Salon du livre de Trois-Rivières par le prix illustration jeunesse, dans la catégorie album. La même année, elle dessine Le Nul et la Chipie, écrit par François Barcelo : il s'agit de « la journée que Gabrielle (la chipie) passe avec son grand-père (le nul) » et le livre vaut aux auteurs le Prix TD de littérature canadienne pour l'enfance et la jeunesse.
En 2008, elle signe Chère Traudi, d'après les souvenirs d'enfance de Kees Vanderheyden, néerlandais qui a vécu sous l'occupation par les Allemands ; Traudi est « une petite Allemande recueillie par sa famille après la guerre et dont il a perdu la trace », épisode raconté par Vanderheyden via le roman La guerre dans ma cour (Boréal Junior). L'ouvrage d'Anne Villeneuve, fruit de cinq années de travail, remporte le Prix TD de littérature canadienne pour l'enfance et la jeunesse et le prix Marcel-Couture en 2009,.
En 2014, elle livre le premier tome de la série Loula, une « sympathique jeune bourgeoise », ; le premier volume, dans la version anglaise, obtient le prix Ruth et Sylvia Schwartz de littérature pour la jeunesse 2014. En 2017, elle publie la bande dessinée Une longue canicule, sur une femme qui s'installe à Montréal et se trouve confrontée à la solitude. En 2019, sur un texte de la néo-zélandaise Sophie Siers, elle dessine Cher Donald Trump, qui raconte l'histoire d'un garçon lassé de partager sa chambre et qui souhaite édifier un mur de séparation,. Lors du Salon du livre de Trois-Rivières en 2019, l'album reçoit le prix illustration jeunesse dans la catégorie album.
En 2020, dans le cadre de la pandémie du Covid-19, elle publie chez Les 400 coups un album à colorier, intitulé Coloravirus au profit des Banques alimentaires du Québec.

### Vie personnelle
Anne Villeneuve est la sœur de Mireille Villeneuve, autrice d'ouvrages jeunesse et toutes deux ont signé des livres ensemble, comme Félicio et le clown à l'école en 2009. Anne Villeneuve a vécu un temps à Dalhousie, où est née sa fille ; l'expérience lui a déplu et l'a décidée à revenir en ville.

## Œuvres

### Illustration
Sauf mention contraire, Anne Villeneuve est illustratrice des ouvrages.
- Le père d'Arthur, texte de Ginette Anfousse, La Courte Échelle, 1989  (ISBN 2-89021-112-6)
- Les Barricades d'Arthur, texte de Ginette Anfousse, La Courte Échelle, 1992  (ISBN 9782890211636)
- Du petit Poucet au dernier des raisins : introduction à la littérature de jeunesse, texte Dominique Demers, avec la collaboration de Paul Bleton, Québec/Amérique jeunesse  (ISBN 2-89037-666-4) ; Télé-université, 1994  (ISBN 2-7624-0658-7)
- Le petit avion jaune, texte de Mireille Villeneuve, Héritage jeunesse, 1995  (ISBN 9782762579178)
- Le magasin à surprises, texte Lucie Bergeron, Héritage jeunesse, 1996  (ISBN 9782762582277)
- Une gardienne pour Étienne ![22], un conte de Robert Soulières, Les 400 coups, 2000  (ISBN 9782845960053)  (ISBN 978-2-89540-440-8)
- La Course folle[23], issu du roman Alfred dans le métro de Cécile Gagnon, Hurtubise HMH, 2002
- Un amour de prof, texte d'Yvon Brochu, Dominique et compagnie, 2003
- Mimi Chat[24], texte de Bernard Boucher, Les 400 Coups, 2004  (ISBN 978-2895401544)
- Léonie, texte de Mireille Villeneuve, Dominique et compagnie, 2004

1. Des amis pour Léonie, 2004  (ISBN 2-89512-363-2)
2. Léonie déménage, 2005  (ISBN 9782895124641)

- Le Nul et la Chipie, écrit par François Barcelo, Soulières Éditeur, 2005
- La fatigante et le fainéant[25], texte de François Barcelo, éd. Soulières, 2006
- Me voilà  ! Mon album de bébé, texte de Nathalie Savaria, Hurtubise HMH, 2005  (ISBN 978-2894287361)
- Félicio et le clown à l'école[20], texte de Mireille Villeneuve, Dominique et compagnie, 2009
- Le menteur et la rouspéteuse : un roman, texte François Barcelo, éd. Soulières, 2010  (ISBN 978-2-89607-112-8)
- Le père noël démissionne[26], textes de Jacques Pasquet, Éditions Hurtubise , 2011
- Les nuits de bleus[27], t.6. : amour de louve, de Pascal Millet, Les Éditions du Boréal, 2012
- Guide du potager urbain[28], Josée Landry et Michel Beauchamp, 2013
- Babette déteste la bicyclette, texte d'Andrée Poulin, Québec Amérique, 2014  (ISBN 978-2-7644-2563-3)
- Cher Donald Trump, texte de Sophie Siers, Alice jeunesse, 2018  (ISBN 978-2-87426-361-3)
- Le Chien d'Arthur, texte de Ginette Anfousse, La Courte Echelle, 2020  (ISBN 9782890211865)
- série Les mésaventures du roi Léon[29], texte de Jean-Pierre Davidts, éd. Boréal

### Texte et illustration
- La Grattouillette, Les 400 coups, 2000  (ISBN 9782845960244)
- L'écharpe rouge, Les 400 coups, 2000  (ISBN 9782845960237) ; réedition 2017  (ISBN 9782895407119)
- Chère Traudi, d'après les souvenirs d'enfance de Kees Vanderheyden, Les 400 coups, 2008  (ISBN 9782895402671) ; réédition 2020  (ISBN 978-2-89540-909-0)
- Loula, Bayard Canada
  - Loula part pour l'Afrique, traduction : Loula is Leaving for Africa par Mathilde Routy, 2013  (ISBN 978-2-89579-561-2)
  - Loula et la recette fantasformidable, traduction : Loula and the sister recipe, 2014  (ISBN 978-2-89579-612-1)
  - Loula et monsieur le monstre, traduction : Loula and Mister the monster, 2015  (ISBN 978-2-89579-715-9)

### Bande dessinée
- Une longue canicule (scénario, dessin et couleur), Mécanique générale, 2017  (ISBN 978-2-922827-83-5)
- La fin du commencement (avec Fadi Malek), Nouvelle adresse, 2022  (ISBN 978-2-9819128-6-2)

## Prix et distinctions
- 1999 : Prix du livre M. Christie, avec Robert Soulières, pour Une gardienne pour Étienne[22] ;
- 2000 : 
  - Prix du Gouverneur général 2000, catégorie illustration, pour L'Écharpe rouge[2] ;
  - Prix Québec-Wallonie-Bruxelles de littérature de jeunesse, pour L'Écharpe rouge ;
- 2003 : Prix illustration jeunesse[30], catégorie « petits romans illustrés » (Salon du livre de Trois-Rivières), pour Beauté monstre[31] ;
- 2005 : 
  - Prix illustration jeunesse[30], dans la catégorie album, pour les illustrations, remis au salon du livre de Trois-Rivières, pour Me voilà  ! Mon album de bébé[8] ;
  - Prix illustration jeunesse[30], dans la catégorie Petit roman illustré, pour les illustrations de  Le nul et la chipie
  - Prix TD de littérature canadienne pour l'enfance et la jeunesse avec François Barcelo pour Le Nul et la Chipie[9] ;
- 2009 : 
  - Prix TD de littérature canadienne pour l'enfance et la jeunesse pour Chère Traudi[10] ;
  - prix Marcel-Couture pour Chère Traudi[11] ;
- 2011 : Prix illustration jeunesse[30], dans la catégorie Petit roman illustré, pour les illustrations de  Le menteur et la rouspéteuse
- 2012 : mention dans la catégorie Prix Illustration jeunesse au Salon du livre de Trois-Rivières  pour Le Père Noël démissionne[32] ;
- 2014 : prix Ruth et Sylvia Schwartz de littérature pour la jeunesse Loula is Leaving for Africa[14] ;
- 2019 : Prix illustration jeunesse[30] dans la catégorie album pour Cher Donald Trump au Salon du livre de Trois-Rivières[17].